# Ausrüstung und Bewaffnung der französischen Landstreitkräfte
Dieser Artikel beschreibt die wichtigsten Teile der Ausrüstung und Bewaffnung der französischen Landstreitkräfte nach der Neuausrichtung im Januar 2016. Für die Ausrüstung bis Dezember 2015 siehe hier. Es betrifft nur Waffen und Gerät der aktiven Truppe, eingelagerte Reservebestände sind hier nicht aufgeführt.

## Infanterie

### Uniformen

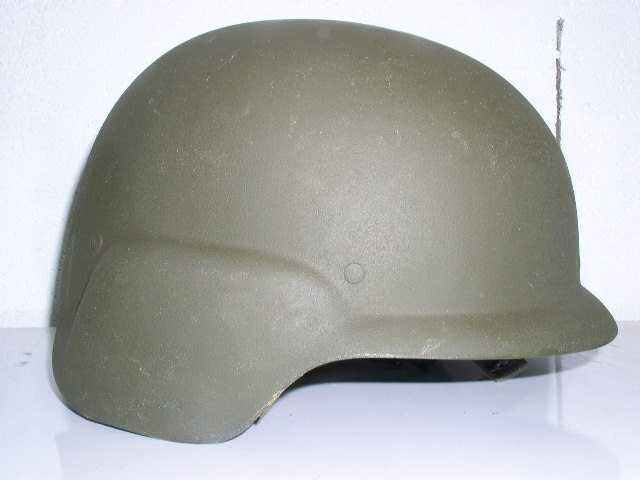
Aktueller Helm „Spectra“
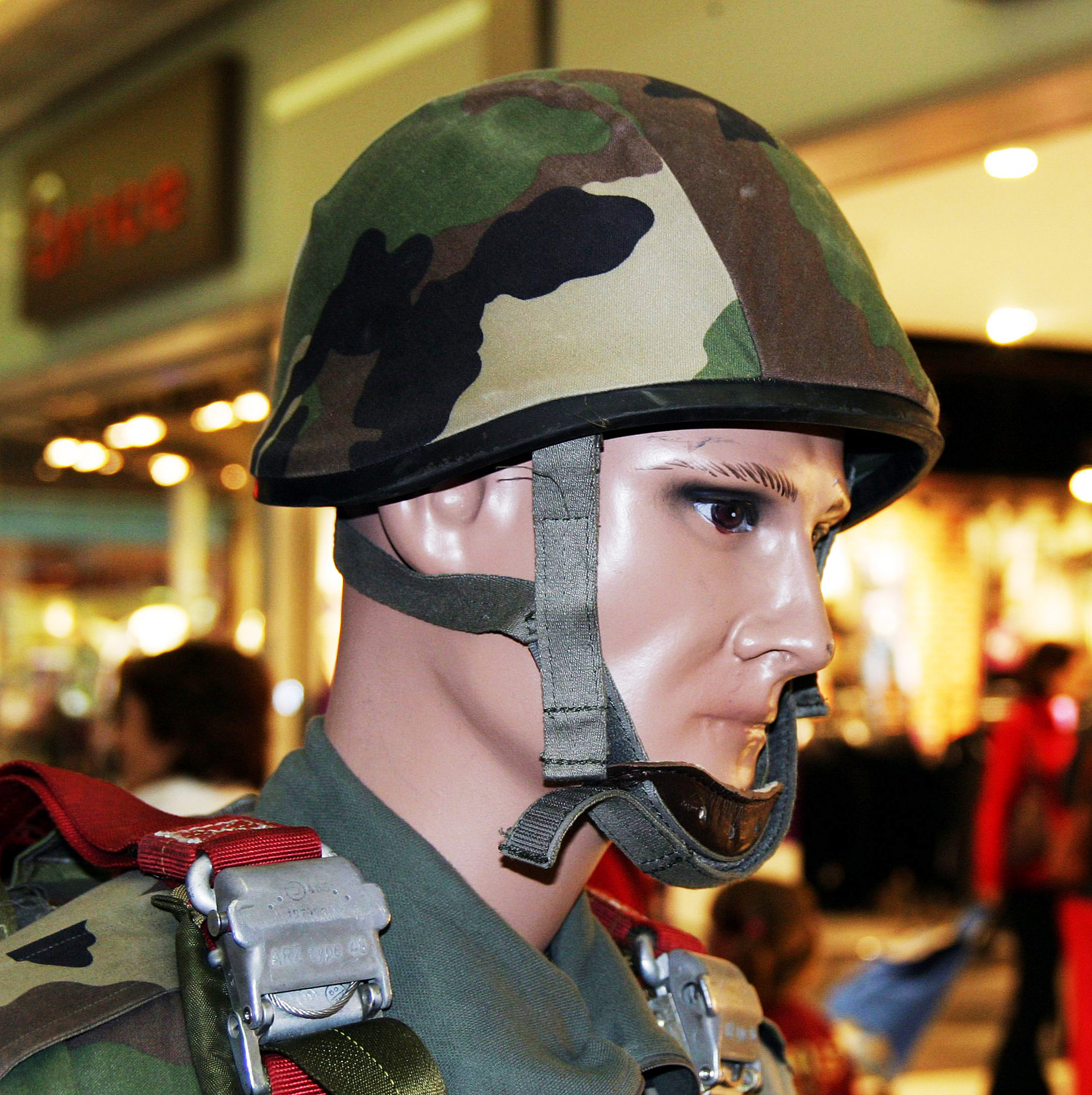
Vorgängermodell Helm „modèle 1978“, wird noch zu Ausbildungszwecken verwendet
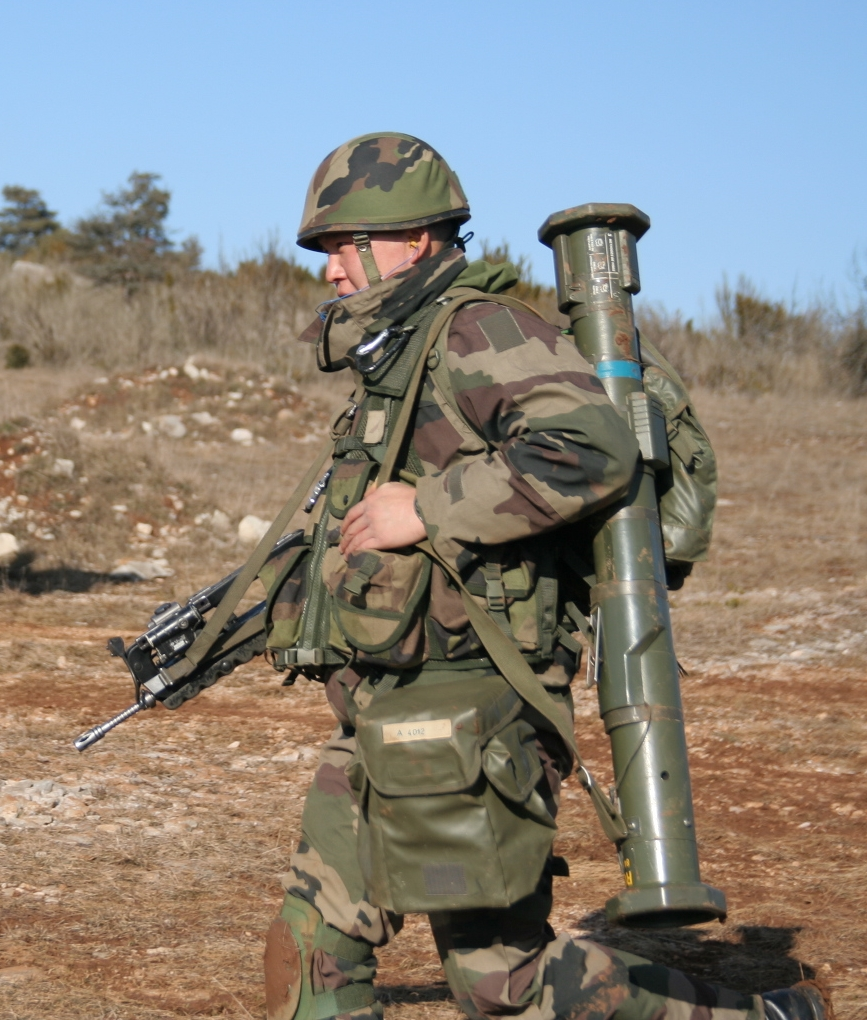
Soldat des „2e régiment étranger d'infanterie“ in der Uniform  „Zentraleuropäisches Tarnmuster“ (Camouflage Europe centrale)
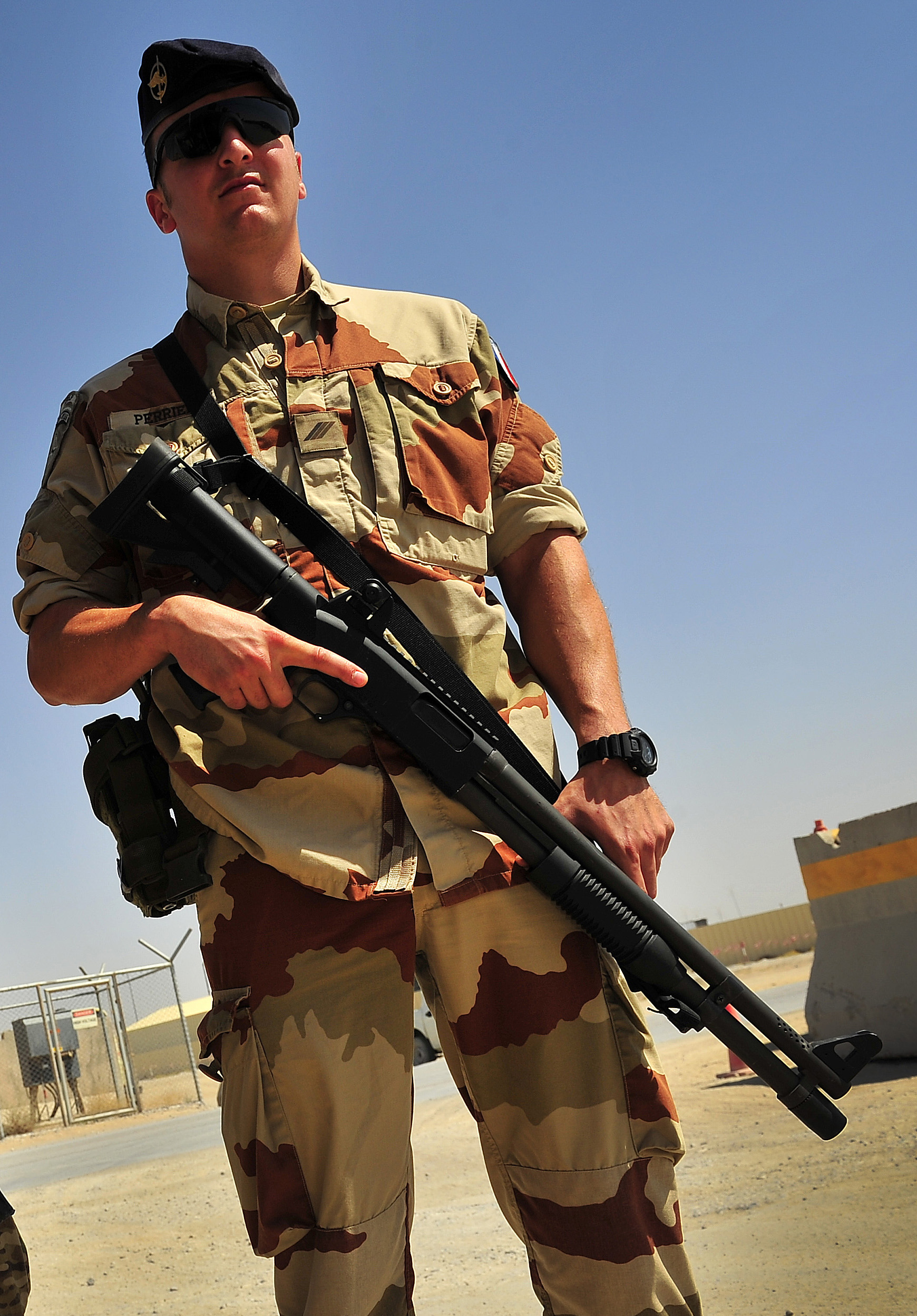
Wüstentarnmuster (Camouflage Daguet)
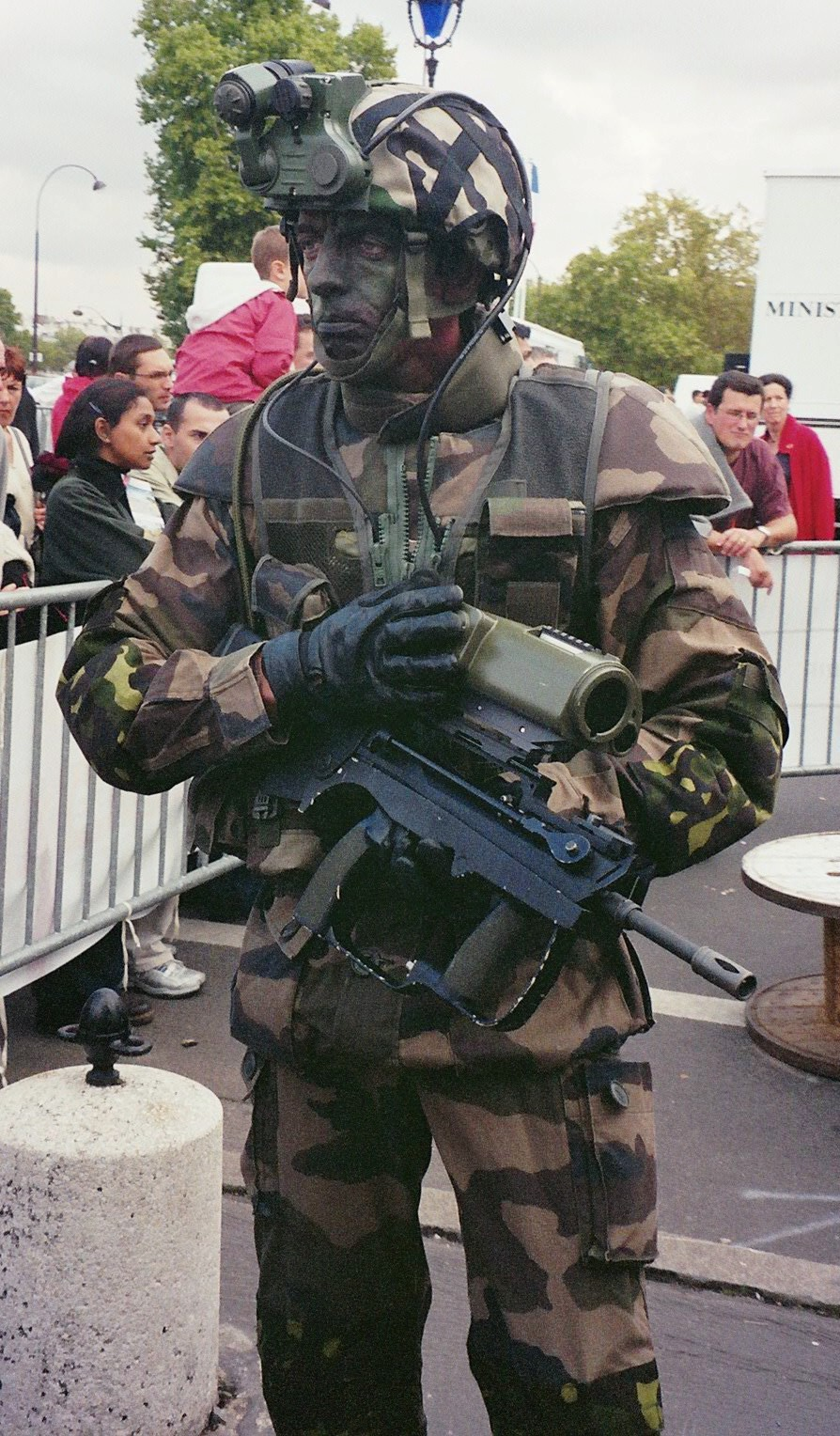
FÉLIN (2015 waren 18.552 Sätze vorhanden – werden ab 2016 durch eine verbesserte Version ersetzt.)

### Pistolen
| Bezeichnung        | Bild | Kaliber              | Verwendung |
| ------------------ | ---- | -------------------- | --- |
| PA MAC modèle 1950 |      | 9 × 19 mm Parabellum | Halbautomatische Ordonnanzwaffe (nur noch vereinzelt bei der Gendarmerie vorhanden)                                                                                            |
| PAMAS G1           |      | 9 × 19 mm Parabellum | Halbautomatische Ordonnanzwaffe. 1989 in die Gendarmerie, 1992 in die Luftwaffe und 1999 in das Heer und in die Marine eingeführt. 2002 betrug der Gesamtbestand 97.502 Stück. |
| Glock 17           |      | 9 × 19 mm Parabellum | Halbautomatische Pistole für die Spezialkräfte |
| HK USP             |      | 9 × 19 mm Parabellum | Halbautomatische Pistole für die Spezialkräfte |

### Gewehre
| Bezeichnung                | Bild | Kaliber           | Verwendung |
| -------------------------- | ---- | ----------------- | --- |
| FA-MAS F1 & FA-MAS G2      |      | 5,56 × 45 mm NATO | Standardgewehr mit 25 & 30 Schuss Magazin (Ersatzbeschaffung ist angelaufen)                                                                    |
| HK416A5                    |      | 5,56 × 45 mm NATO | Standardgewehr mit 30 Schuss Magazin. Bereits seit 2016 bei den Spezialkräften. Ab 2017 bis 2032 mit 93.080 Exemplaren als Ersatz für das FAMAS |
| FN Minimi                  |      | 5,56 × 45 mm NATO | Leichtes Maschinengewehr |
| Browning M2 auf Lafette M3 |      | 12,7 × 99 mm NATO | Schweres Maschinengewehr |
| AN F1                      |      | 7,62 × 51 mm NATO | Leichtes Maschinengewehr (Teilweise ab 2008 durch das FN-MAG ersetzt)                                                                           |
| FN MAG                     |      | 7,62 × 51 mm NATO | Leichtes Maschinengewehr (bis 2007 in den ALAT Hubschraubern verwendet)                                                                         |
| FR-F2                      |      | 7,62 × 51 mm NATO | Scharfschützengewehr |
| PGM Hécate II              |      | 12,7 × 99 mm NATO | Scharfschützengewehr für die Spezialkräfte |
| HK MSG90                   |      | 7,62 × 51 mm NATO | Scharfschützengewehr für die Spezialkräfte |
| HK 417                     |      | 7,62 × 51 mm NATO | Scharfschützengewehr für die Spezialkräfte |
| M16                        |      | 5,56 × 45 mm NATO | Sturmgewehr für die Spezialkräfte |

### Maschinenpistolen
| Bezeichnung | Bild | Kaliber              | Verwendung                                               |
| ----------- | ---- | -------------------- | -------------------------------------------------------- |
| HK MP5 A5   |      | 9 × 19 mm Parabellum | Maschinenpistole für die Spezialkräfte                   |
| HK MP5 SD3  |      | 9 × 19 mm Parabellum | Maschinenpistole mit Schalldämpfer für die Spezialkräfte |
| FN P90      |      | 5,7 × 28 mm SS190    | Maschinenpistole für die Spezialkräfte                   |

### Sonstige Infanteriewaffen
| Bezeichnung                      | Bild | Kaliber | Verwendung                                                 |
| -------------------------------- | ---- | ------- | ---------------------------------------------------------- |
| Lance-grenades individuel Mle F1 |      |         | Leichter Einmann-Granatwerfer                              |
| Mortier 81 LLR                   |      | 81 mm   | mittlerer Mörser                                           |
| AT4                              |      |         | Panzerabwehrwaffe 84 mm                                    |
| MILAN                            |      |         | Panzerabwehrwaffe (2015 528 Abschussgeräte vorhanden)      |
| ERYX                             |      |         | Panzerabwehrwaffe (2015 noch 678 Abschussgeräte vorhanden) |
| Javelin                          |      |         | Panzerabwehrwaffe (2015 noch 72 Abschussgeräte vorhanden)  |
| MISTRAL                          |      |         | Flugabwehrwaffe (2015 noch 221 Abschussgeräte vorhanden)   |

## Fahrzeuge

### Panzer und gepanzerte Fahrzeuge
| Bezeichnung               | Bild | Dienstzeit Eingeführt ab… | Anzahl insg.                 | Anzahl aktuell                                      | Verwendung |
| ------------------------- | ---- | ------------------------- | ---------------------------- | --------------------------------------------------- | --- |
| Char Leclerc              |      | 1993                      | 406                          | 254                                                 | Kampfpanzer |
| Char de Dépannage DNG/DCL |      | 1996–2006                 | 20                           | 18                                                  | Bergepanzer |
| AMX 30D                   |      | 1975                      | 100                          | 30 1. Juli 2017                                     | Bergepanzer |
| AMX-10 RC                 |      | 1981                      | 457                          | 284                                                 | Radpanzer, Einsatz mindestens bis 2020 (241 Fahrzeuge)                                                                                     |
| ERC-90 Sagaie             |      | 1984–1990                 | 190                          | 80 (am 1. Juli 2017)                                | Leichter Radpanzer bis mindestens bis 2020 (60 Fahrzeuge)                                                                                  |
| VBCI                      |      | 2008                      | 630                          | 630                                                 | Rad-Schützenpanzer |
| VAB                       |      | 1977                      | 3200                         | 2661                                                | Transportpanzer bis mindestens 2020 (2190 Fahrzeuge)                                                                                       |
| VBL                       |      | 1990                      | 1600                         | 1600                                                | Gepanzertes Mehrzweckfahrzeug bis 2030 |
| Renault Sherpa 3          |      | 2011–2012                 | 6                            | 6                                                   | Leichtes gepanzertes Fahrzeug zur Flugabwehr. Ausgestattet mit 4 Flugabwehrraketen Mistral. Im Einsatz nur beim 54e régiment d'artillerie. |
| EBRC Jaguar               |      | 2017–                     | April 2017 20 Stück bestellt | 248 ab 2020                                         | Gepanzertes Aufklärungs- und Gefechtsfahrzeug (Ersatz ERC-90 Sagaie & AMX-10 RC)                                                           |
| VBMR Griffon              |      | 2017–                     | 7                            | 1722 bis 2025 in Version 6x6 und 400 in Version 4x4 | Gepanzertes Mehrzweckfahrzeug (Ersatz VAB)                                                                                                 |

### Pionierfahrzeuge
| Bezeichnung                                        | Bild | Dienstzeit Eingeführt ab… | Anzahl insg. | Anzahl aktuell | Verwendung                                              |
| -------------------------------------------------- | ---- | ------------------------- | ------------ | -------------- | ------------------------------------------------------- |
| EBG (Engin Blindé du Génie)                        |      | 1991                      | 100          | 71             | Pionierpanzer bis 2025                                  |
| Aravis                                             |      | 2009                      | 15           | 14             | Minengeschütztes Transportfahrzeug                      |
| MPCV                                               |      | 2008                      | 5            | 4              | Geschütztes Minenspürfahrzeug                           |
| Engin de franchissement de l'avant                 |      | 1993                      | 39           | 30             | Amphibisches Schwimmbrückenfahrzeug                     |
| EGRAP (Engins du génie rapide de protection)       |      | 2009                      | 92           | 92             | Baggerlader                                             |
| Moyen de Forage Rapide de Destruction              |      | 1981                      | 122          |                | Sprengschachtbohrgerät                                  |
| Pont flottant motorisé                             |      | 1985                      |              | 70 (2013)      | Faltschwimmbrücke (Nur noch beim 1er régiment du genie) |
| SPRAT                                              |      | 2011 & 2013               | 10           | 10             | Schnellbrückengerät                                     |
| MATS                                               |      | 1989                      |              |                | Faltstraßengerät                                        |
| Souvim (Système d'Ouverture d'Itinéraires Minés 2) |      | 2013                      | 8            | 8 (2013)       | Minensuchgerät                                          |
| LTM 1055-3.1                                       |      | 2004                      | 50           |                | Fahrzeugkran                                            |
| Scania & Caterpillar                               |      |                           |              |                | Sattelzugmaschine mit Caterpillar Planierraupe          |
| BOMAG                                              |      |                           |              |                | Vibrationswalze                                         |
|                                                    |      |                           |              |                | Hydraulikbagger                                         |
| MPG                                                |      |                           |              |                | Radlader                                                |
| EGAME (Engin du Génie d’AMÉnagement)               |      | 2008                      | 35           |                | Radplaniergerät                                         |
| VTL                                                |      |                           |              |                | Renault Absetzkipper mit Radlader                       |
| UNAC TNA                                           |      |                           | 6            | 6              | Luftverlastbare Planierraupe beim 17e RGP               |

### Busse und Zivilfahrzeuge
Die Französische Armee nutzt mehr als 13.000 handelsübliche Fahrzeuge (commerciaux genannt), davon 1300 Autobusse. Die Verwaltung der handelsüblichen Fahrzeuge wurde 2006 privatisiert, die Busse blieben unter Verantwortung des Verteidigungsministeriums. Sie bestanden zum größten Teil aus Fahrzeugen vom Typ Renault Tracer, die aus sicherheitstechnischen Gründen wahrscheinlich über das Jahr 2015 hinaus nicht einsetzbar sind.
Als Ersatz werden oder sind bereits beschafft:
| Bezeichnung             | Bild | Dienstzeit Eingeführt ab… | Anzahl insg. | Anzahl aktuell | Verwendung |
| ----------------------- | ---- | ------------------------- | ------------ | -------------- | ---------- |
| Mercedes-Benz Intouro M |      | 2014                      | 51           | 51             | Reisebus   |
| Irisbus Crossway        |      | 2015                      | 153          | 153            | Reisebus   |
| Iveco Bus               |      | 2015                      | 6            | 6              | Kleinbus   |
| Renault Master          |      | 2015                      | 45           | 45             | Kleinbus   |
| Renault Trafic III      |      | 2016                      |              |                | Kleinbus   |
| Vehixel Next            |      | 2015                      | 126          | 126            | Reisebus   |

### Leichte Fahrzeuge
| Bezeichnung                                    | Bild | Dienstzeit Eingeführt ab… | Anzahl insg.    | Anzahl aktuell        | Verwendung |
| ---------------------------------------------- | ---- | ------------------------- | --------------- | --------------------- | --- |
| PVP                                            |      | 2008                      | 1183            | 1176                  | Ersatz für den Peugeot P4 |
| MassTech T4 (Basismodell: Toyota Land Cruiser) |      | 2018                      | 500             | 500 bis Ende Mai 2018 | Ersatz für den Peugeot P4 |
| Véhicule à haute mobilité                      |      |                           | 53              | 53                    | Transportfahrzeug |
| Véhicule Patrouille Spéciale Panhard           |      | 2006 bis 2020             | 129 (Juni 2016) | 129                   | Mercedes G270 CDI M. Fahrzeuge für die Spezialkräfte geliefert zwischen 2006 und 2008. Sollen ab 2020 durch 241 Véhicules Légers Forces Spéciales (VLFS) von Panhard Défense ersetzt werden. |
| Peugeot P4                                     |      | 1982                      | 13.500          | 2500 (Februar 2016)   | bis 2018 geplant |
| Land Rover Defender                            |      | 2010                      | 550             |                       | Mehrzweckfahrzeug |
| Ford Ranger                                    |      | 2016                      | 1000            |                       | Mehrzweckfahrzeug (Hergestellt in Südafrika) |
| Renault Kangoo                                 |      | 2016                      | 520             |                       | Mehrzweckfahrzeug |

### Motorräder
| Bezeichnung                | Bild | Dienstzeit Eingeführt ab… | Anzahl insg. | Anzahl aktuell | Verwendung                        |
| -------------------------- | ---- | ------------------------- | ------------ | -------------- | --------------------------------- |
| Yamaha XT660Z Ténéré       |      | 2015                      | 150          |                |                                   |
| Cagiva T4                  |      | 1989                      | 1450         |                | nur bis 2015 geplant              |
| Quad Polaris Sportsman 700 |      |                           | 300          |                | im Heer und in den Spezialkräften |

Das 1. Fallschirmjägerregiment erprobt zudem (Stand: Juni 2021) unter der Bezeichnung Vélo Tout Terrain à Assistance Electrique (VTTAE) eingeführte Pedelecs vom Typ Carnivore des einheimischen Herstellers Stalker Mad Bike.

### LKW
| Bezeichnung                  | Bild | Dienstzeit Eingeführt ab… | Anzahl insg.  | Anzahl aktuell | Verwendung                                                                  |
| ---------------------------- | ---- | ------------------------- | ------------- | -------------- | --------------------------------------------------------------------------- |
| Porteur polyvalent terrestre |      | 2015                      | 1600 bestellt | 200 (2015)     | Wechsellader 8x8                                                            |
| Renault Sherpa 5             |      | 2012                      | 30            | 30             | 7 Tonnen-Klasse 6x6                                                         |
| Renault Kerax                |      | 2013                      | 400           | 400            | Handelsüblicher LKW in verschiedenen Ausführungen                           |
| Scania CCP10                 |      | 2013                      | 460           |                | 11.000 Liter Tanklastwagen 6x6                                              |
| TRM 700/100                  |      |                           | 119           |                | Sattelzugmaschine 6x6                                                       |
| Renault TRM 2000             |      |                           | 5600          |                | Leichter LKW der 2,5 Tonnen Klasse 4x4                                      |
| TRM 10000                    |      |                           | 1203          |                | LKW der 10 Tonnen Klasse 6x6                                                |
| GBC 180                      |      | 1997                      | 8300          | 5386           | LKW der 12 Tonnen Klasse 6x6                                                |
| VLRA                         |      | 1960                      |               | 508            | LKW der 2 Tonnen Klasse 4x4 (für 2018 geplante Aussonderung zurückgestellt) |
| Renault Kerax 410            |      |                           |               |                | Tanksattelzug mit gepanzertem Fahrerhaus                                    |
| Renault 400 VDD              |      |                           |               |                | Abschlepp und Bergefahrzeug                                                 |

## Artillerie
| Bezeichnung                           | Bild   | Dienstzeit Eingeführt ab… | Anzahl insg. | Anzahl aktuell | Verwendung |
| ------------------------------------- | ------ | ------------------------- | ------------ | -------------- | --- |
| AMX AuF1                              |        | 1974                      | 134          | 32             | Panzerhaubitze (nur noch beim „40e régiment d'artillerie“ in Suippes) Gemäß Planung aus dem Jahr 2015 sollten die AMX AuF1 bis 2030 durch eine gleiche Anzahl an CAESAR-Systemen ersetzt werden.                                                          |
| CAESAR                                | CAESAR | 2008                      | 77           | 58             | Selbstfahrende Feldhaubitze (auch bei der Gebirgsartillerie); 18 Systeme wurden zur Unterstützung der Ukraine im Krieg gegen Russland übergeben. Bereits im Juli 2022 wurde bei Nexter eine Ersatzbestellung für die 18 abgegebenen Haubitzen beauftragt. |
| LRU                                   |        | 1990                      | 57           | 13             | Selbstfahrender Raketenwerfer (nur noch beim „1er régiment d'artillerie“ in Bourogne) |
| MO 120 RT                             |        | 1973                      | 140          | 124            | Mörser (gezogen) bis 2054 |
| Kanone 20 mm modèle F2 (CN-MIT 20 F2) |        |                           |              |                | Montiert auf dem VAB T-20/13 und im Hubschrauber Sud-Aviation SA330 Puma zur Piratenbekämpfung. |

## Heeresflieger
| Bezeichnung                  | Bild | Dienstzeit Eingeführt ab… | Anzahl insg. | Anzahl aktuell | Verwendung                                                                                            |
| ---------------------------- | ---- | ------------------------- | ------------ | -------------- | --- |
| Gazelle                      |      | 1968                      | 102          | 81             | Verbindungshubschrauber bis 2019                                                                      |
| Eurocopter Tigre             |      | 2009                      | 71           | 67             | Kampfhubschrauber                                                                                     |
| Sud-Aviation SA330 Puma      |      | 1968                      | 70           | 43             | Mittlerer Transporthubschrauber bis 2019                                                              |
| Eurocopter AS-532 Cougar     |      | 2012                      |              | 26             | Mittlerer Transporthubschrauber bis 2025–2030                                                         |
| NHIndustries TTH90           |      |                           | 74           | 17             | Mittlerer Transporthubschrauber                                                                       |
| Eurocopter EC725 Caracal     |      |                           | 8            | 8              | Transporthubschrauber für die Spezialkräfte bis 2021                                                  |
| Eurocopter AS-555 Fennec     |      |                           | 18           | 18             | Leichter Mehrzweckhubschrauber                                                                        |
| Eurocopter EC120B Colibri    |      | 2012                      | 36           | 36             | Leichter Ausbildungshubschrauber. (Flotte privatisiert – unter Management der Firma HéliDax) bis 2022 |
| Socata TBM 700               |      |                           | 8            | 8              | Leichtes Verbindungsflugzeug                                                                          |
| Pilatus PC-6                 |      |                           | 5            | 5              | Leichtes Verbindungsflugzeug                                                                          |
| Reims-Cessna F406 Caravan II |      |                           | 2            | 2              | Leichtes Verbindungsflugzeug                                                                          |

## Militärroboter

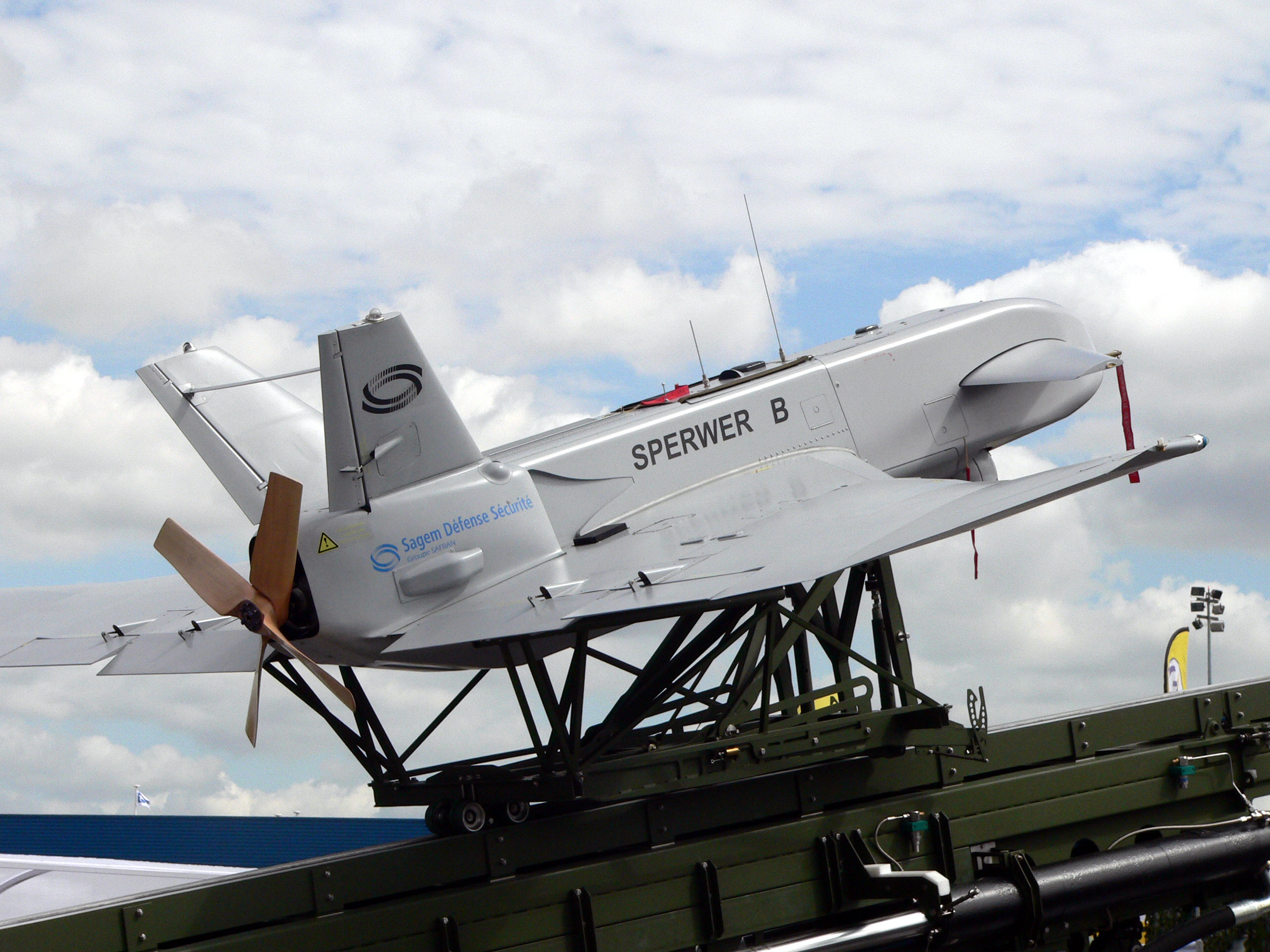
Sperwer.

### Bodenbewegliche Roboter
- Minirogen (Mini robot pour le génie – Mini Roboter für die Pioniere): 30 Exemplare seit 2012.

### Drohnen
- Infotron IT180 (DroGen – Drone pour le GEnie) : 10 Klein-Hubschrauber für die Pioniere seit 2012
- DRAC (Aufklärungsdrohne) : 255 Exemplare gehen 2016 zur Truppe
- Sperwer (Aufklärungsdrohne) : 18 Exemplare seit 2004.
- Sagem Patroller (Aufklärungsdrohne) : 14 Exemplare am 5. April 2016 bestellt

## Kommunikation und Radar

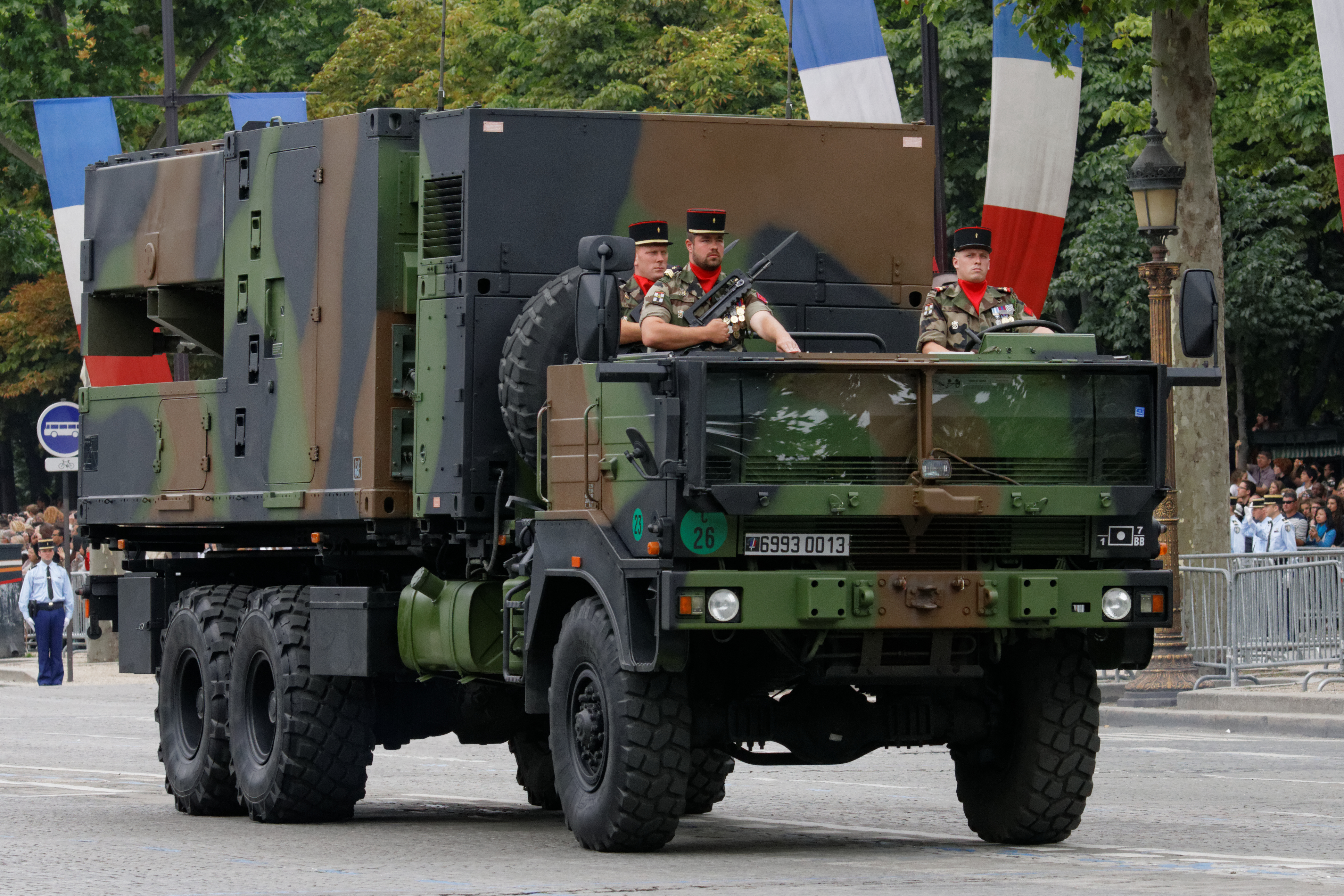
Radar COBRA

- Réseau intégré des transmissions automatiques – RITA : (Intranet) in Betrieb seit Beginn der 1980er Jahre
- PR4G (Poste Radio de 4e Génération) Funksprechgeräte – ER 328 portative,[36] ER 315 portable,[36] ER 315 véhicule[37], ER 323 aérotransportable[38] : (Funksprechgeräte in verschiedenen Ausführungen – 33.000 Geräte) seit den 1990er Jahren
- Radio CONTACT (Communications numérisées tactiques et de théâtre)  Funksprechgeräte : Ersatz für PR4G ab 2016
- Système ATILA (Automatisation du tir et des liaisons de l'artillerie) : Feuerleitsystem für die 155 mm Artillerie.
- Système ATLAS (Automatisation des tirs et liaisons de l'artillerie sol/sol) : Feuerleitsystem für die 155 mm Artillerie. Ersatz für ATILA.
- Système MARTHA (Maillage des Radars Tactiques pour la lutte contre les Hélicoptères et les Aéronefs à voilure fixe) : Stationäres Luftabwehrradar seit 2010
- Radar COBRA (Contre-Batterie) : 10 Exemplare seit 2005.
- Radar RASIT (Radar d'acquisition et de surveillance terrestre) : Im Einsatz seit 1978.